# Reinhard Simon
Reinhard Simon (* 17. August 1951 in Rostock) ist ein deutscher Theaterintendant und Politiker (BSW). Er ist seit Oktober 2024 Mitglied im Landtag Brandenburg.

## Leben und Beruf
Simon ist in Rostock geboren und studierte 1978–1983 im Fernstudium Theaterwissenschaften in Leipzig. Von 1974 bis 1982 war er Schauspieler und Regisseur am Gerhart-Hauptmann-Theater Görlitz -Zittau, 1982–1988 arbeitete er als Schauspieler und Regisseur am Theater der Stadt Schwedt/Oder und von 1988 bis 1990 wirkte er als freischaffender Regisseur an unterschiedlichen Theaterstandorten. Von 1990 bis 2019 war Simon als Theaterintendant bei den Uckermärkischen Bühnen Schwedt tätig.

## Politik
Reinhard Simon war bis 2024 parteilos und nicht politisch aktiv. 2024 trat er dem neu gegründeten Bündnis Sahra Wagenknecht bei und belegte bei der Landtagswahl in Brandenburg 2024 den elften Listenplatz, sodass er Mitglied des 8. Brandenburger Landtags wurde. Simon begründet den BSW-Beitritt mit seiner Kritik an der deutschen Ukraine- und Energiepolitik sowie dem Erstarken der AfD in Brandenburg.
Simon ist das älteste Mitglied des 8. Brandenburger Landtags und somit Alterspräsident. 

## Auszeichnungen
- Walter-Mertineit-Preis für Internationale Verständigung der UNESCO für ihre beispielgebenden grenzüberschreitenden Aktivitäten, erhalten 2001
- Europaurkunde „für die Initiierung und den Aufbau des Kulturaustausches zwischen Szczecin und Schwedt“, erhalten 2005
- Orden Silberner Greif Westpommerns für die fast 20-jährige Zusammenarbeit mit polnischen Theatern 2010
- Verdienstordens des Landes Brandenburg seit 2011